# Gemeine Winterlibelle
Die Gemeine Winterlibelle (Sympecma fusca) ist eine Libellenart aus der Familie der Teichjungfern (Lestidae). Verbreitet ist die Art vor allem im europäischen Mittelmeerraum. Aber auch in Mitteleuropa und östlich bis zum Ural ist die Libelle oft anzutreffen. Im Gegensatz zu fast allen anderen Libellenarten überwintert sie als geschlechtsreifes Fluginsekt (Imago) und nicht als Larve.

## Beschreibung

### Imago

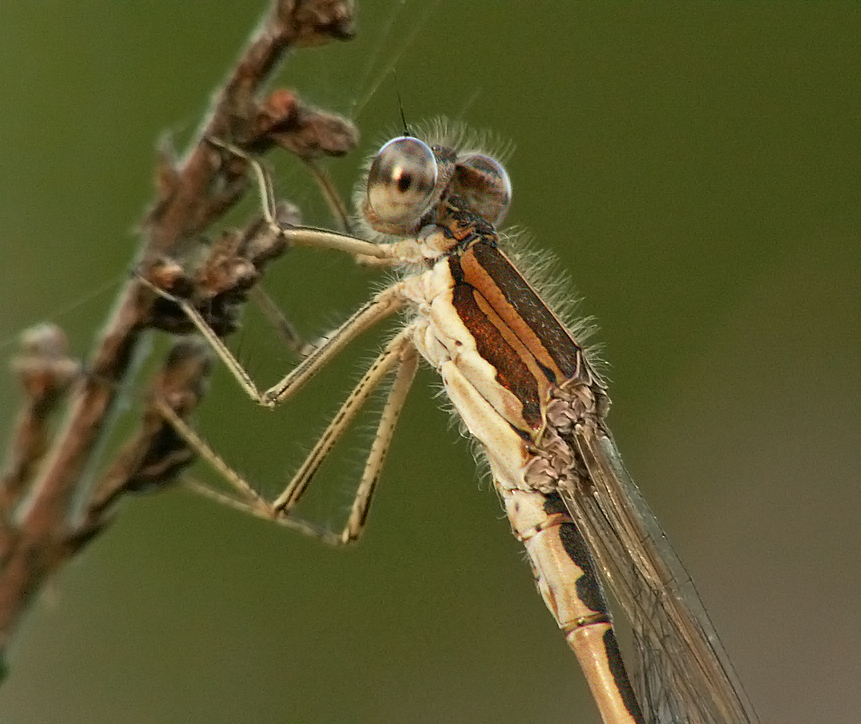
Vorderkörper eines Männchens. Die obere (dunkelbraune) Thoraxbinde weist im Gegensatz zur Sibirischen Winterlibelle eine gerade Unterkante auf

Die Gemeine Winterlibelle ist eine Art, bei der sich die Imagines der Männchen und Weibchen bis auf die Hinterleibsanhänge und einige minimale Größenunterschiede nicht nennenswert unterscheiden, also keinen Sexualdimorphismus zeigen. 
Die Flügel dieser Kleinlibellen erreichen bei Weibchen wie Männchen Längen zwischen 20 und 22 Millimeter. Auch die Breite der Flügel ist bei beiden Geschlechtern annähernd gleich; sie beträgt bei den Weibchen 1,4 bis 1,7 Millimeter, bei den Männchen 1,3 bis 1,6 Millimeter. Der Körperbau ist schlank und der Hinterleib (Abdomen) ist mit 27 bis 29 Millimetern relativ lang. Die Grundfärbung reicht von einem hellen Beige bis Braun. Die braunen Stellen schimmern kupferfarben und bilden auf dem Abdomen ein Muster aus lanzenförmigen Flecken.
Die Brust der Tiere zeigt seitlich zwei dunkle Binden. Bei Sympecma fusca verläuft die Unterkante der oberen Binde gerade. Dieses Merkmal unterscheidet sie von der in Mitteleuropa seltenen Sibirischen Winterlibelle (Sympecma paedisca), bei der die Unterkante dieser Binde nach unten ausgebuchtet ist. Im Frühjahr dunkeln die Tiere nach und die Komplexaugen können oben einen bläulichen Ton annehmen.

### Larve
Direkt nach dem Schlupf aus dem circa einen Millimeter großen Ei ist die Larve sehr klein im Vergleich mit anderen Kleinlibellenlarven wie beispielsweise der Weidenjungfer (Chalcolestes viridis). Die Farbe der Larven ist ein dunkles bis gräuliches Gelbbraun. Mit den verschiedenen Häutungen hellt sich die Farbe zuerst auf und tendiert dann zu grünlich-grau bis durchsichtig. Mit der dritten Häutung treten erstmals Flügelscheiden auf, und nach der achten Häutung kommt es zur Verwandlung.

## Habitat

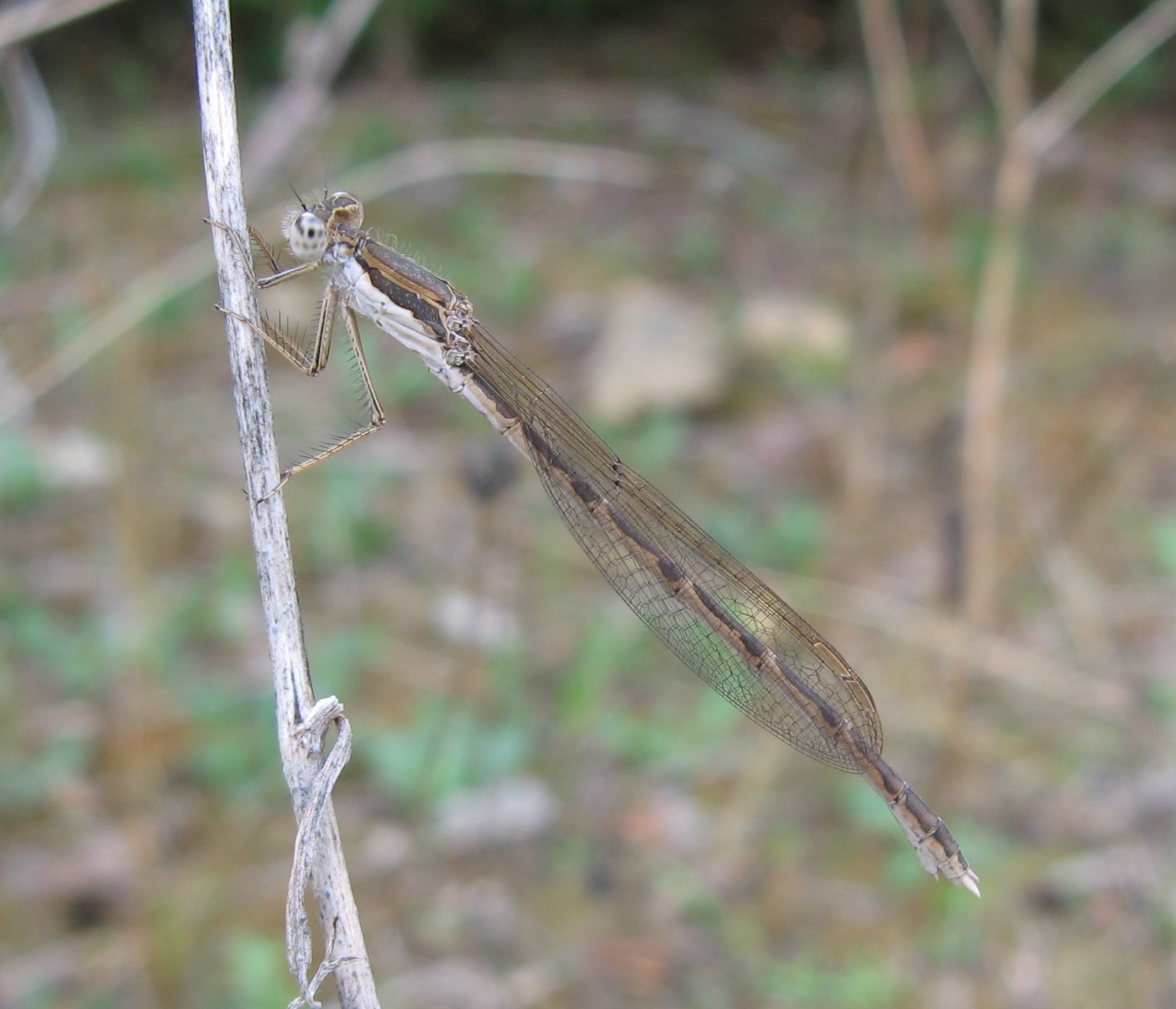
Die unscheinbaren Winterlibellen, hier ein Weibchen, verschmelzen optisch mit ihrer Umgebung

### Larvalhabitat
Das Habitat der Larven der Gemeinen Winterlibelle sind stehende Gewässer bis zu einem Meter Tiefe, sie halten sich aber meist in Tiefen um die 20 Zentimeter auf. Ist das Gewässer noch flacher, bevölkern die sonst auf submersen Pflanzenteilen lebenden Larven auch den Gewässergrund. Besonders beliebt als Lebensraum ist die Schnabel-Segge. Bei Gewässertiefen um 50 Zentimeter halten sich die Larven aber auch gerne in Beständen von Stumpfblütiger Binse, die in Gesellschaft der Knoten-Binse auftritt, sowie von Gewöhnlicher und Einspelziger Sumpfbinse auf. Förderlich ist zudem ein lichter Bewuchs mit Schilfrohr, Sumpf-Dreizack und den Seggen-Arten Oeders Segge beziehungsweise Gelb-Segge. Üblicherweise sind die Gewässer, in denen die Larven angetroffen werden, mesotroph (mäßig nährstoffreich) bis eutroph (nährstoffreich).
Zur Imaginalhäutung wählt die Gemeine Winterlibelle Orte bis zu 35 Zentimeter – Ausnahmen bis zu 80 Zentimeter – über der Wasseroberfläche, die vormittags zur Hauptschlupfzeit gut besonnt sind.

### Habitat der Fluginsekten
Die Imagines begeben sich zur Reife nach dem Schlupf in lichtes Unterholz oder an Stellen, die mit Adlerfarn bewachsen sind. Danach wählen sie bevorzugt braune Äste, auf denen sie optimal getarnt sind. Über die Überwinterungshabitate ist, außer dass sie teilweise mehrere Kilometer vom Schlupfort entfernt liegen können, wenig bekannt. Bei aufziehendem Frost ziehen sich die Tiere meist in geschützte Ritzen zwischen Steinen oder unter Baumrinde zurück. Aber auch ein „Einfrieren“ über Nacht überstehen sie.
Zur Fortpflanzung sucht die Art ganztägig besonnte, von Röhricht bewachsene Gewässer, wobei sie kaum spezielle Vorlieben für bestimmte Größen zeigt.

## Lebensweise

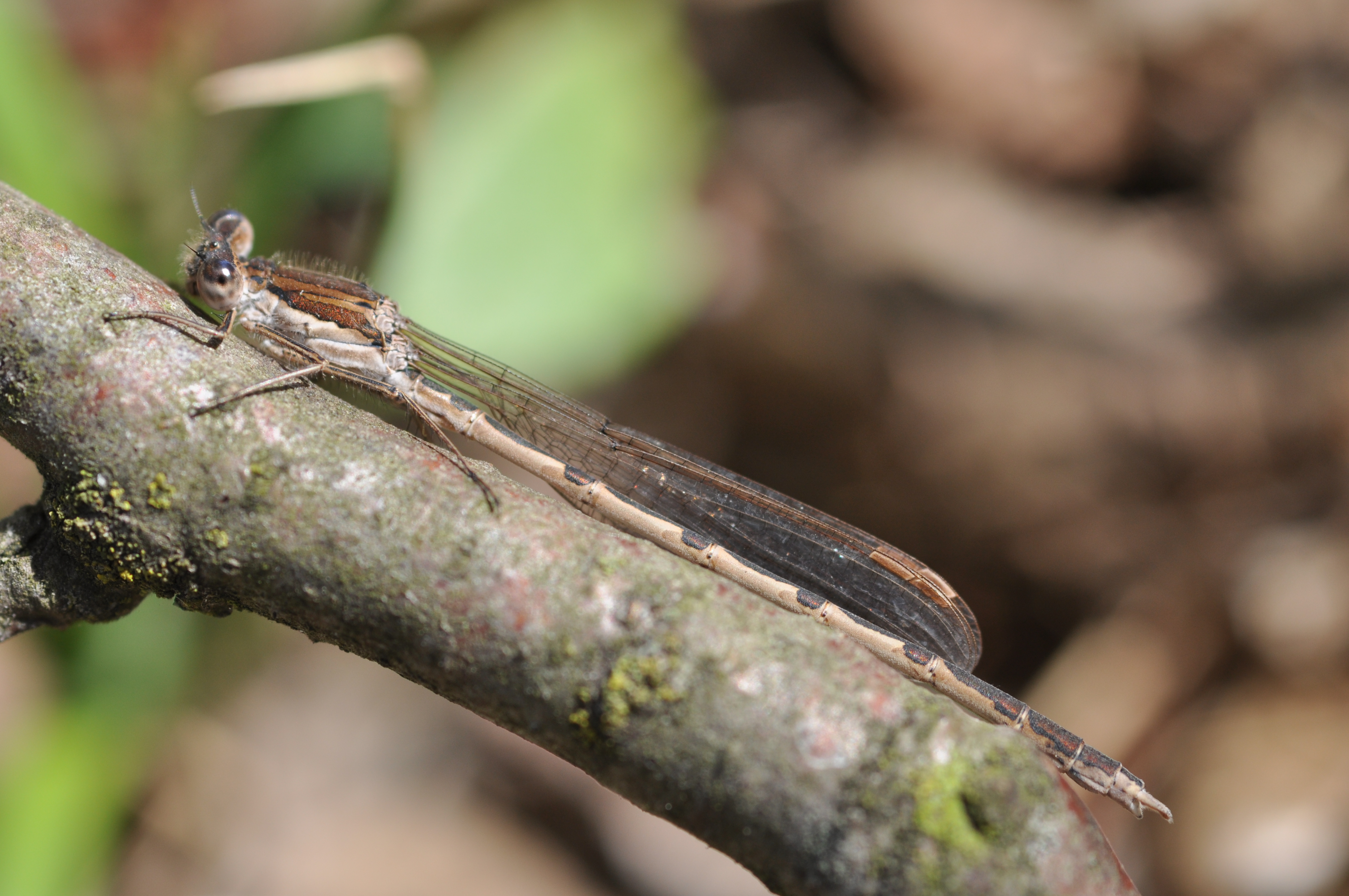
Die angelegten Flügel werden immer auf einer Körperseite gehalten, in der Regel auf der sonnenabgewandten Seite. Dies hat offenbar thermoregulatorische Gründe

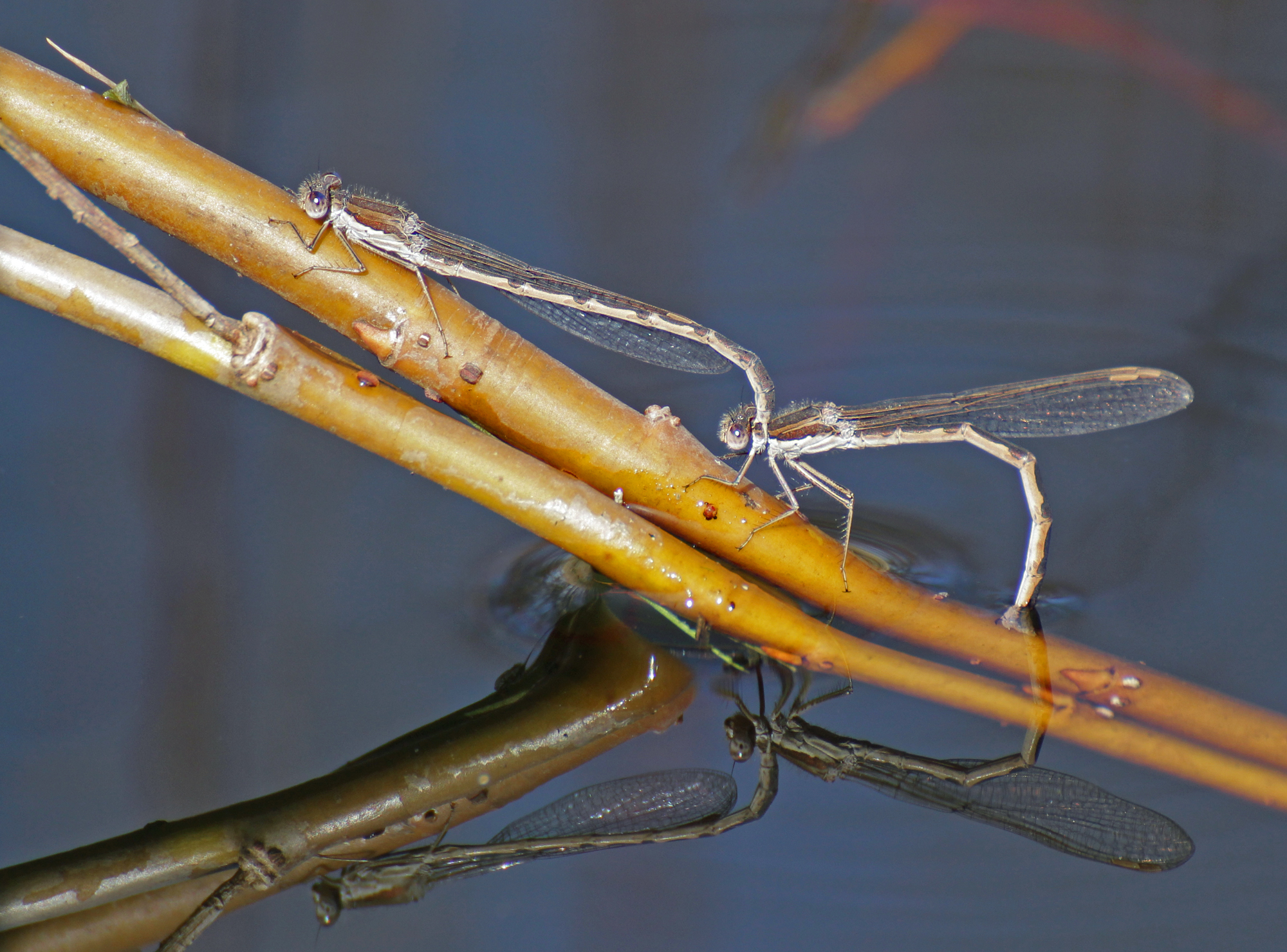
Paar während der Eiablage im zeitigen Frühjahr (hier: Ende März!)

### Verhalten
Diese Libellen überwintern als voll entwickelte Tiere. An sonnigen Tagen unterbrechen sie ihre Winterruhe und können herumfliegend beobachtet werden, was ihnen auch ihren Namen eingebracht hat. Ab Anfang April findet man sie – als erste Libellen überhaupt – in Gewässernähe. Dort sitzen sie an Stängeln, wobei sie ihre Flügel an den Körper legen. Dies ist untypisch für Teichjungfern und führte zu ihrem wissenschaftlichen Gattungsnamen, der sich von dem griechischen Wort pyknos („zusammengelegt“) ableitet. Insgesamt sind die Imagines im Gegensatz zu den ansonsten wenig erforschten Larven nicht sehr agil. Dies führt zusammen mit ihrer guten Tarnung und ihrer Verhaltensweise, sich bei Annäherung potentieller Feinde auf die andere Blatt- oder Astseite zu drehen, dazu, dass die Art nicht immer bemerkt wird.

### Fortpflanzung
Zur Paarung warten die Männchen an Orten mit gegenüber der Umgebung leicht erhöhten Temperaturen auf die später am Tag eintreffenden Weibchen. Die im Paarungsrad stattfindende Paarung dauert dann einige Minuten bis zu einer halben Stunde. Danach bohrt das Weibchen mit üblicherweise weiter angekoppeltem Männchen die Eier in meist schwimmende, abgestorbene Pflanzenteile. Bei Raten von circa vier bis fünf Eiern pro Minute legt es über den Tag an verschiedenen Plätzen um die 350 Eier. Fallen die Lufttemperaturen unter 16 °C, wird die bereits ab 18 °C stark verminderte Eiablage gänzlich eingestellt. Zur Entwicklung brauchen die ungefähr einen Millimeter langen Eier zwischen drei und sechs Wochen.

### Flugzeit und Gefährdung
Die Hauptflugzeit der überwinterten Imagines der Gemeinen Winterlibelle liegt zwischen April und Mai (Juni); in diese Zeit fallen die Fortpflanzungsaktivitäten. Im Juli gibt es in Mitteleuropa für gewöhnlich eine kurze Phase ohne Winterlibellen, bevor ab dem Monatswechsel Juli/August bis in den September die neue Generation schlüpft. (In wärmeren Klimazonen, etwa in Südspanien, kann sich die Phänologie zweier Jahrgänge aber auch überschneiden, dann treffen also die frisch geschlüpften noch auf die alten Imagines des Vorjahres.) Die neu geschlüpften Winterlibellen sind dann noch bis in den späten Herbst aktiv, allerdings ohne sich in dieser Phase zu paaren und Eier abzulegen. Mit dem Beginn längerer Kälteperioden begeben sie sich schließlich zur Winterruhe. An wärmeren Tagen können aber selbst im Winter Tiere gesichtet werden.
Während die Art noch vor einigen Jahren in Deutschland als stark gefährdet galt, wird sie nach neueren Untersuchungen nicht mehr als gefährdet eingeschätzt. Zum einen beruht dies auf neuen Fundorten, zum anderen wird vermutet, dass das Tier auf Grund seiner guten Tarnung in der Vergangenheit oft übersehen wurde.

## Wissenschaftliche Beschreibung und Namen
Die erste wissenschaftliche Beschreibung der Art lieferte Vander Linden im Jahre 1820 unter dem Namen Lestes fusca. 1840 wollte Toussaint von Charpentier die Art als Generotyp für die neu einzurichtende Gattung Sympycna nutzen. Allerdings hatte sich Burmeister 1839 in einer Vorabveröffentlichung verschrieben, womit nach den geltenden Benennungsregeln der ältere Name Sympecma zu verwenden war. 1927 kam durch eine Beschreibung von R. P. Longinos Navás noch Sympecma aragoniensis als Synonym hinzu.